# Kennekuk

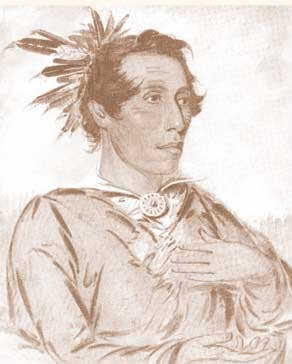
Kennekuk

Kennekuk, bekannt als „Der Kickapoo-Prophet“ (* um 1790; † 1852 in Kansas), war ein spiritueller Häuptling der Kickapoo.

## Legende und Historie
Kennekuk war der Häuptling einer Siedlung am Osage-River im heutigen US-Staat Illinois. Er regte seinen Stamm an, die landwirtschaftliche Bearbeitung des Ackerlandes der Euro-Amerikaner anzunehmen. 1816 wies er die Gefolgsleute seines Stammes in eine Art neue Religion ein, die eine synkretistische Vermischung aus den alten Kickapoo-Ritualen und römisch-katholischen Elementen der europäischen Siedler bedeutete. Die neue Glaubenslehre wich radikal von den alten traditionellen Kickapoo-Ritualen ab hin zu den annähernd ähnlichen Predigten des Alten Testaments. Die Botschaft lautete, durch Befolgung der fünf Anweisungen Gottes (des „Großen Geistes“) – nicht streiten, nicht stehlen, nicht lügen, nicht morden, Medizinbeutel verbrennen – würden die Indianer dereinst ins Jenseits gelangen und könnten den Schöpfer dann daran hindern, die Welt wegen ihrer Schlechtigkeit zu zerstören. Zu den neuen individuellen Ritualen zählten vormittägliches Fasten und zahlreiche Gebete, sonntägliche Gottesdienste mit Beten im Gehen und zeremoniellem Händeschütteln.
Etwa 400 Kickapoo sowie 100 Angehörige des benachbarten Potawatomi-Stammes konvertierten zu diesem „neuen“ Glauben: zwar immer noch den „Kickapoo-Prophet“ verehrend, wurden jedoch auch Jesus Christus und die Jungfrau Maria angepriesen. Der damit einhergehende Glaube an Himmel, Hölle und das Fegefeuer zeugte von der inneren Zerrissenheit der Stammesgläubigen.
Die Indianer, die durch Rückschläge wie z. B. Landverlust seelisch und moralisch gekennzeichnet waren, nahmen ebenfalls an Sonn- und Feiertagen an kirchlichen Gedenkfeiern teil. Sündige Indianer, die ihre Übeltaten öffentlich preisgaben, stimmten der Strafe durch Auspeitschen bereitwillig zu. Etliche weiße Zuschauer dieser öffentlichen Strafen berichteten später, dass Kennekuk sichtbare Narben solcher Züchtigungen trug.
Der Kickapoo-Anführer beauftragte seine Anhänger, die „törichten und boshaften“ Mucken der „Prärie-Bande“ – sprich das kriegerische Gegeneinander indianischer Stämme – zurückzulassen, und auf ewig Frieden zu schließen mit den verfeindeten Stämmen. Ebenfalls beschwor er sein Volk, sich der Kleiderkultur sowie anderen äußeren Zeichen der weißen Siedler anzunehmen. Er predigte ihnen, nüchtern zu bleiben und nicht dem Alkohol zu frönen sowie sich auf harte körperliche Arbeit zu konzentrieren.
Im Juli 1819 unterzeichneten die Kickapoo zwei Verträge mit dem Bureau of Indian Affairs, das sie zwang, sich westlich des Mississippi anzusiedeln. Die Verträge wurden ausgehandelt, nachdem landhungrige Bewohner Illinois’ mit zähen Interessengruppen sich erfolgreich durchsetzten, alle Indianer des Staates zu verweisen. Die staatlichen Bevollmächtigten überredeten die Prärie-Kickapoo mit der Vereinbarung, dass sie für die Abtretung von 56656 km² Land im Gegenzug jährliche Geldprämien, sofortige Barzahlungen sowie neues Wohnland in Missouri erhalten würden. Innerhalb nur weniger Jahre waren die meisten Kickapoo-Indianer aus Illinois verschwunden.
Im August 1819 unterschrieben restliche Kickapoo, die behaupteten Vermillion Kickapoo-Stammeshäuptlinge zu sein, einen ähnlichen Vertrag.
In einer augenscheinlich frappierenden Entfernung von den langgehegten Traditionen begannen die Kickapoo, die Felder zu besäen und zu ernten. Der ihnen damit zugesicherte Erfolg kam schnell: Sie produzierten einen Überschuss an Mais und anderer Feldfrüchte, die an lokale Händler verkauft wurden. Außerdem verschwand der Alkoholismus unter dem Einfluss von Kennekuks Religion. Die Vermillion Kickapoo waren so erfolgreich, dass William Clark, damals regionaler Leiter der Indian Affairs, die Kickapoo nicht bedrängte, die Frist der ausgehandelten Verträge einzuhalten, um wegen der gewinnbringenden Anbauerfolge länger vor Ort zu behalten.
Viele Indianer wollten ihr Siedlungsgebiet dennoch nicht verlassen und so wurde Kennekuk ein Lehrmeister der Verzögerungstaktik. Bis 1833 gelang es ihm über fast zwei Jahrzehnte, die Staatsbeamten hinzuhalten. Anschließend mussten zwischen 300 und 400 Angehörige des Kickapoo-Stammes Illinois Richtung Kansas verlassen.
Kennekuk starb 1852 an den Pocken. Anschließend verlor seine Lehre stark an Vitalität.